# واراسین
واراسین (به انگلیسی: Varacin) با فرمول شیمیایی C۱۰H۱۳NO۲S۵ یک ترکیب شیمیایی با شناسه پاب‌کم ۱۷۹۲۶۹ است. که جرم مولی آن 339.540 g/mol می‌باشد. 